# Otter (pantserwagen)

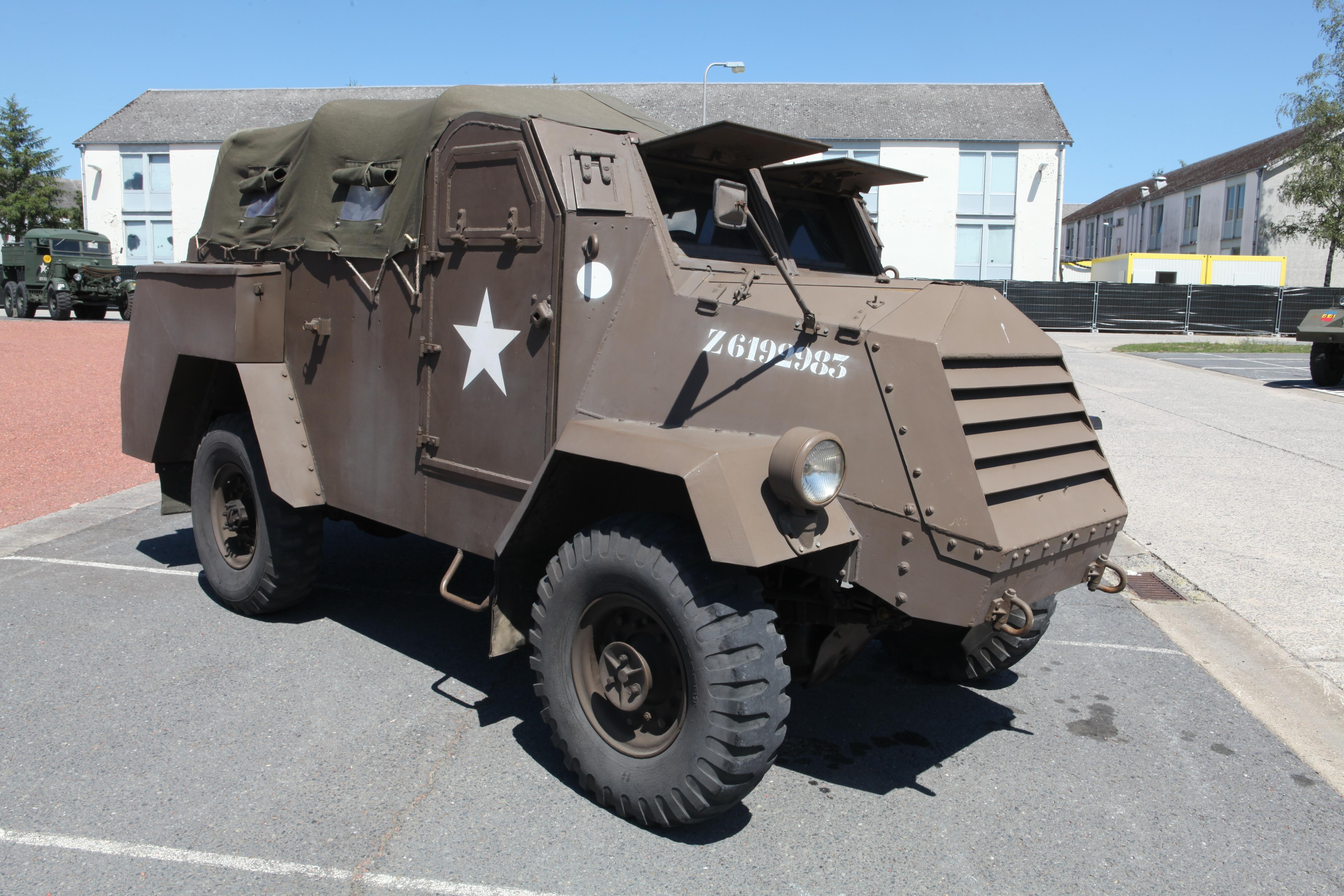
Gepantserde vrachtwagen GMC C15 TA

De Otter was een licht gepantserd verkenningsvoertuig geproduceerd voor de Canadese krijgsmacht in de Tweede Wereldoorlog.

## Geschiedenis
Het Canadese leger had aan het begin van de Tweede Wereldoorlog de beschikking gekregen over het Britse verkenningsvoertuig de Humber. Op basis van deze ervaring besloot men een eigen voertuig te ontwikkelen, de Otter. Het chassis van een Chevrolet 4x4 vrachtwagen werd hiervoor gebruikt. In vergelijking tot de Humber kreeg de Otter een dunner pantser, van 8 - 12 mm, en was daarom ongeveer 3 ton lichter.

## Beschrijving
Het voertuig telde vier wielen die allemaal aangedreven werden (4x4). De GMC 270 benzinemotor telde 6 cilinders en leverde een vermogen van 92 pk. De bemanning bestond uit drie personen; de chauffeur en commandant in het bestuurdersgedeelte en een schutter in de toren. Deze toren was centraal op het voertuig gemonteerd en had een .303 inch machinegeweer, dat ook tegen luchtdoelen ingezet kon worden. Versies met een andere bewapening, zoals een .50 inch machinegeweer of een 20 mm kanon, zijn ook geproduceerd. Het chassis werd geproduceerd door de Canadese vestiging van de Amerikaanse autofabrikant GMC en de romp door de Hamilton Bridge Company in Ontario.
"De Otter - Canadese GM Mark I - Lichte Verkenningswagen" is eigenlijk alleen maar gebouwd in 1942. Totaal zijn er 1.761 exemplaren van dit voertuig van de band gerold.
Het Canadese leger was zelf niet erg tevreden over dit ontwerp, daar het voertuig "te weinig vermogen en pantser" had en is men al redelijk snel met de productie gestopt.
Gedurende 1943/1944 zijn er totaal zo'n 800 exemplaren vanuit Canada naar Engeland verscheept ten behoeve van de invasie en bevrijding van Europa, om uiteindelijk in juni 1944 aan operatie Overlord (D-Day) deel te nemen.
Anno 2017 zijn er wereldwijd ongeveer nog een 15 tot 20 tal exemplaren van dit unieke voertuig bekend, waarvan een aantal in erbarmelijke staat, oftewel zeer incomplete wrakken. Van deze bewaard gebleven Otters is ongeveer de helft op dit moment in particuliere handen en de rest in bezit van (overheids)musea / defensie verspreid over de gehele wereld. Voor zover bekend zijn er van deze overgebleven voertuigen nog een vijftal in rijdende en zeer complete conditie.

### Variant
Een variant van de Otter was de gepantserde vrachtwagen GMC C15 TA. Dit voertuig was gebaseerd op hetzelfde chassis en was voorzien van dezelfde viertakt kopklep-benzinemotor. De cabine is identiek aan die van de Otter, maar de ruimte achter de bestuurderscabine was open. De zijkanten waren van 8 mm pantser voorzien, maar het dak was uitsluitend afsluitbaar met een canvas kap. Het laadvermogen was circa 0,75 ton. Van deze versie C15TA's zijn er 3.961 geproduceerd.

## In Nederlandse dienst
Na de Tweede Wereldoorlog heeft het Nederlandse leger een aantal Otters overgenomen van het Canadese leger. Het voertuig is bij de politionele acties in Nederlands-Indië gebruikt als verkenningsvoertuig. Exemplaren die in Nederland bleven werden alleen gebruikt voor de rijopleiding bij de Cavalerie. Omstreeks 1950 werden de voertuigen uit dienst genomen. De Koninklijke Marechaussee heeft de Otter echter nog tot 1970 gebruikt.
Van de vrachtwagenversie waren 396 exemplaren in Nederlandse dienst genomen. In Nederlands-Indië werd de wagen ingedeeld bij de verkenningseskadrons en voor het transport bij de verkennerstirailleurs.